# Bourlon
Bourlon ist eine französische Gemeinde mit 1.148 Einwohnern (Stand: 1. Januar 2022) im Département Pas-de-Calais in der Region Hauts-de-France (vor 2016: Nord-Pas-de-Calais). Sie gehört zum Arrondissement Arras und zum Kanton Bapaume. Die Einwohner werden Bourlonais genannt.

## Geographie
Bourlon liegt an der Grenze zum Département Nord, etwa sechs Kilometer westlich von Cambrai. Nachbargemeinden von Bourlon sind Marquion im Norden und Nordwesten, Haynecourt im Nordosten, Raillencourt-Sainte-Olle im Osten und Nordosten, Fontaine-Notre-Dame im Osten und Südosten, Anneux im Süden, Graincourt-lès-Havrincourt im Süden und Südwesten, Mœuvres im Südwesten sowie Sains-lès-Marquion im Nordwesten. Durch die Gemeinde führt die Autoroute A26.

## Geschichte
Während des Ersten Weltkriegs war die Gegend um Bourlon heftig umkämpft. Bei der Schlacht von Cambrai 1917 versuchten die alliierte Truppen, über die Anhöhe des Waldes von Bourlon gegen den Gegner vorzurücken. Während immer mehr britische Truppen zur Eroberung des Waldes und den weiteren Vormarsch auf Fontaine in den Kampf geworfen wurden, verseuchten deutsche Spezialtruppen den Wald gezielt mit dem damals neuen chemischen Kampfstoff Gelbkreuz, um den Gegner am Vormarsch zu hindern.
Heute erinnert am Ortseingang von Bourlon eine von Kanada errichtete Gedenkstätte an die alliierten Gefallenen. Sie besteht aus einem Steinblock mit einer Inschrift auf einer Terrasse, die über eine Treppe zu erreichen ist. Die Bäume an der Terrasse sind noch die Originalbäume aus der Zeit der Schlacht von 1917. Sie wurden vom Granatenbeschuss stark beschädigt und später wieder gesundgepflegt.

### Bevölkerungsentwicklung
| Jahr                       | 1962 | 1968 | 1975 | 1982 | 1990 | 1999 | 2006 | 2012 | 2022 |
| Einwohner                  | 1120 | 1123 | 1065 | 1135 | 1212 | 1246 | 1215 | 1224 | 1148 |
| Quellen: Cassini und INSEE |      |      |      |      |      |      |      |      |      |

## Sehenswürdigkeiten
- Kirche Saint-Martin aus dem 18. Jahrhundert
- zwei Oratorien
- Reste des sogenannten Roten Schlosses
- Reste des Schlosses von Francqueville
- zwei Wassertürme
- Bourlon Wood Cemetery, Soldatenfriedhof des Commonwealth

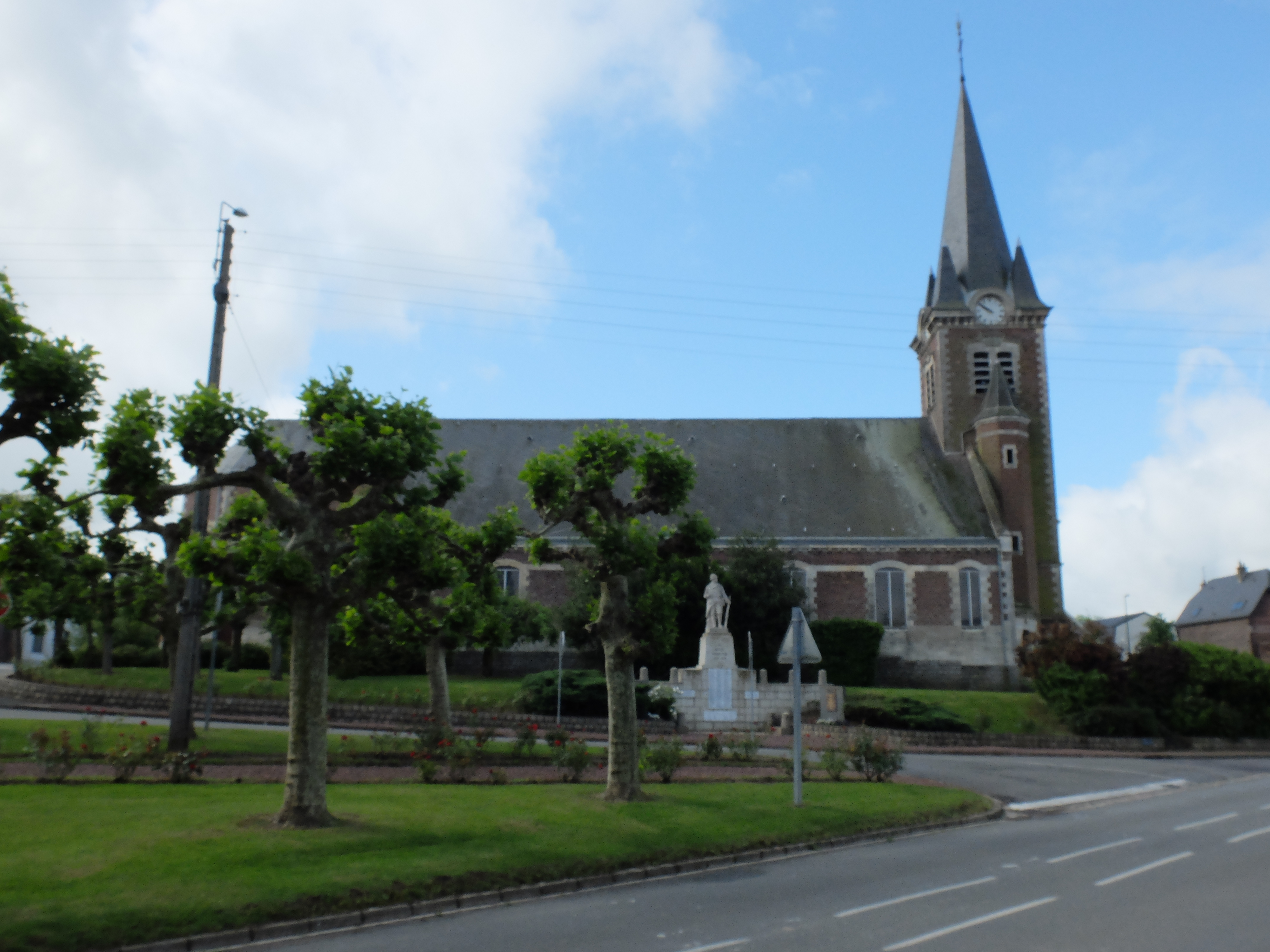
Glockenturm der Kirche Saint-Martin
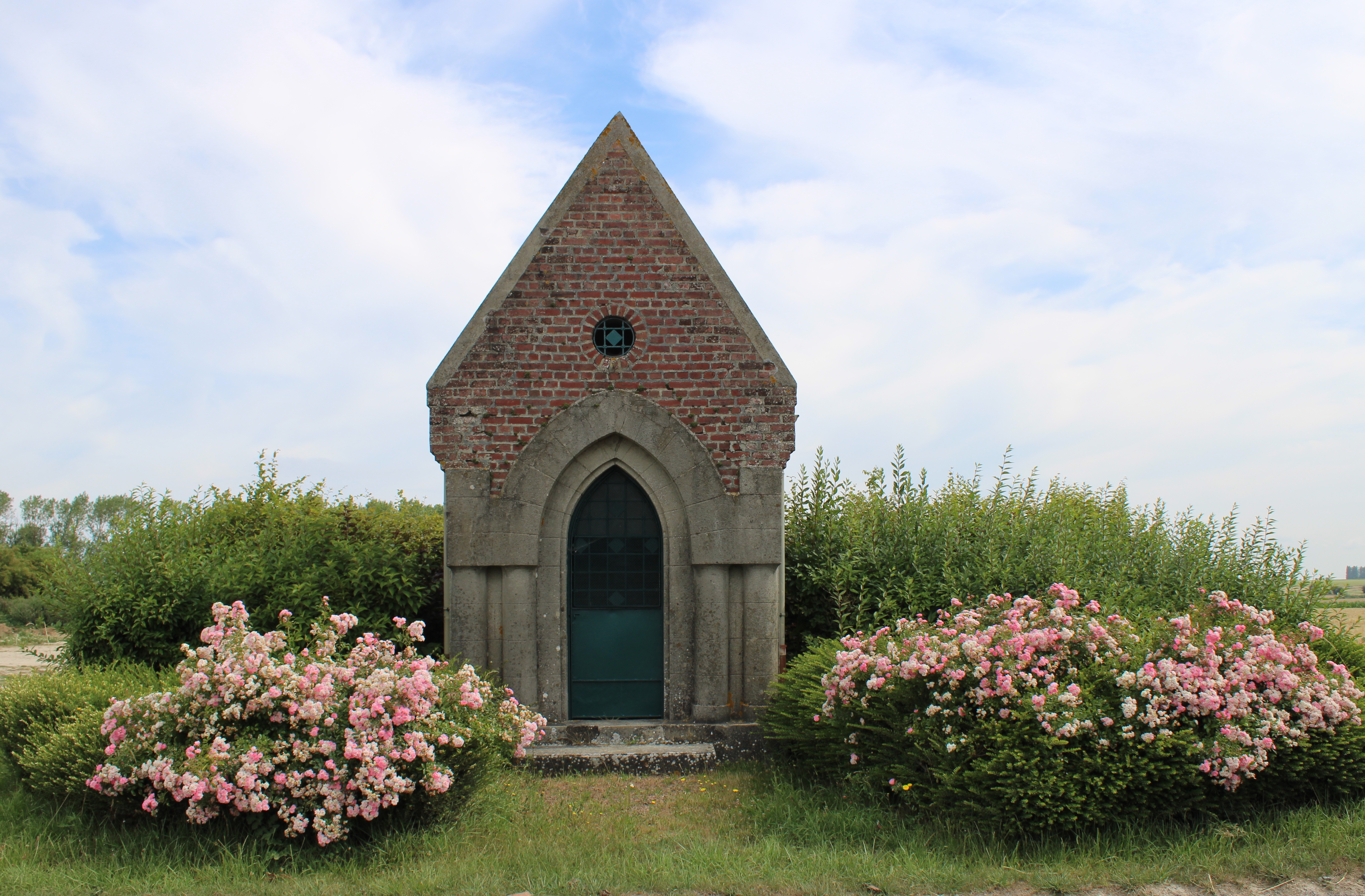
Oratorium
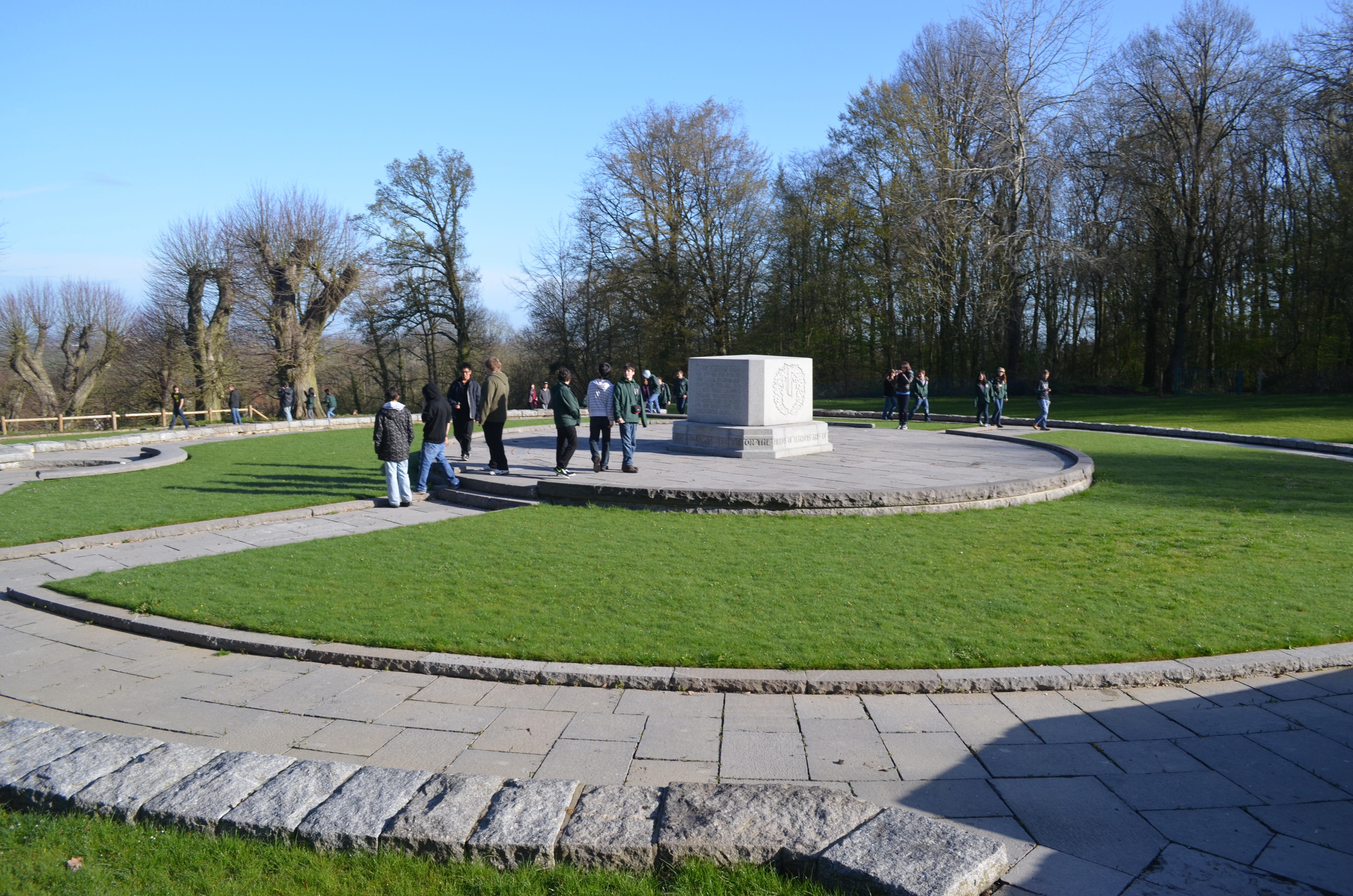
Kanadisches Kriegsmahnmal
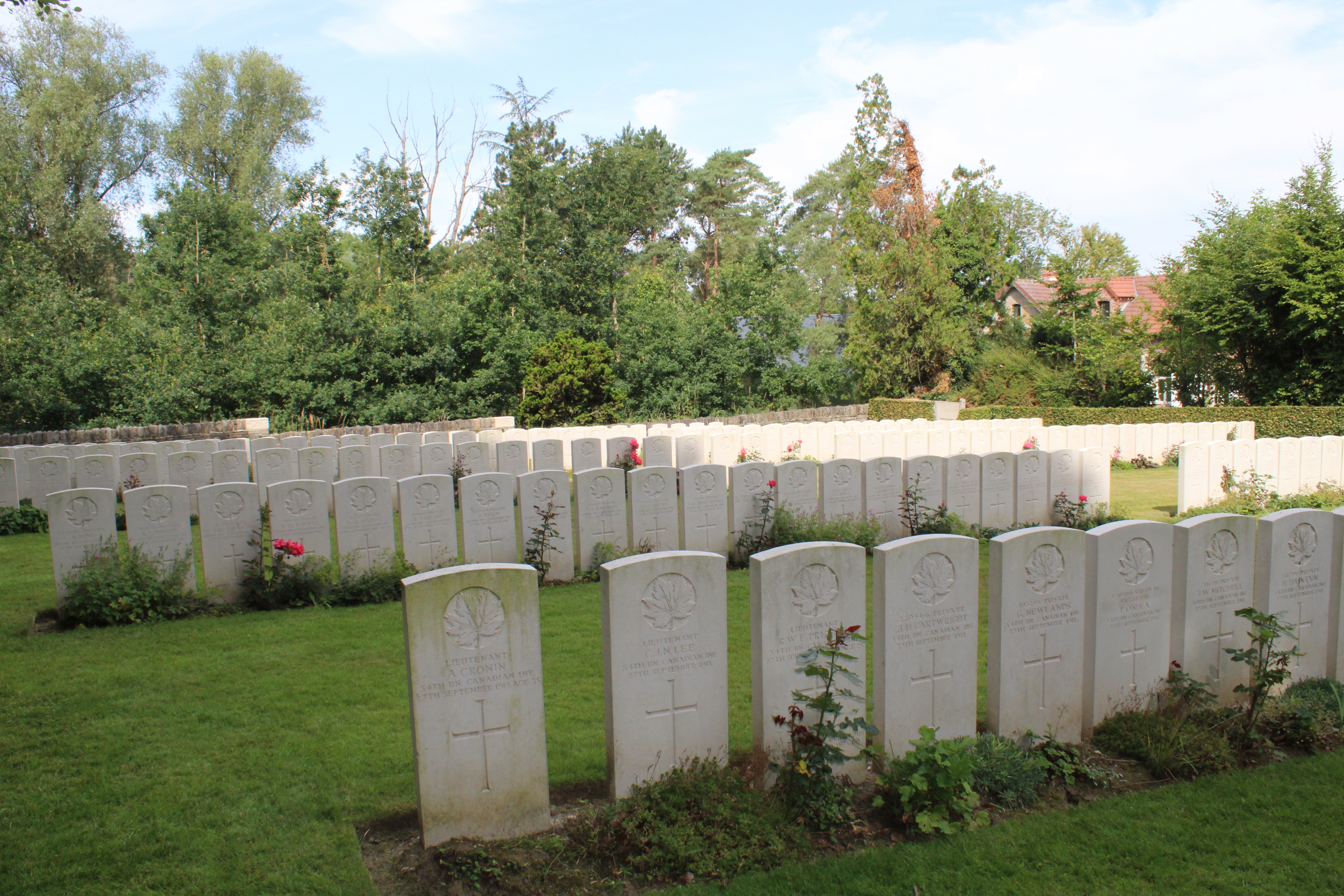
Bourlon Wood Cemetery
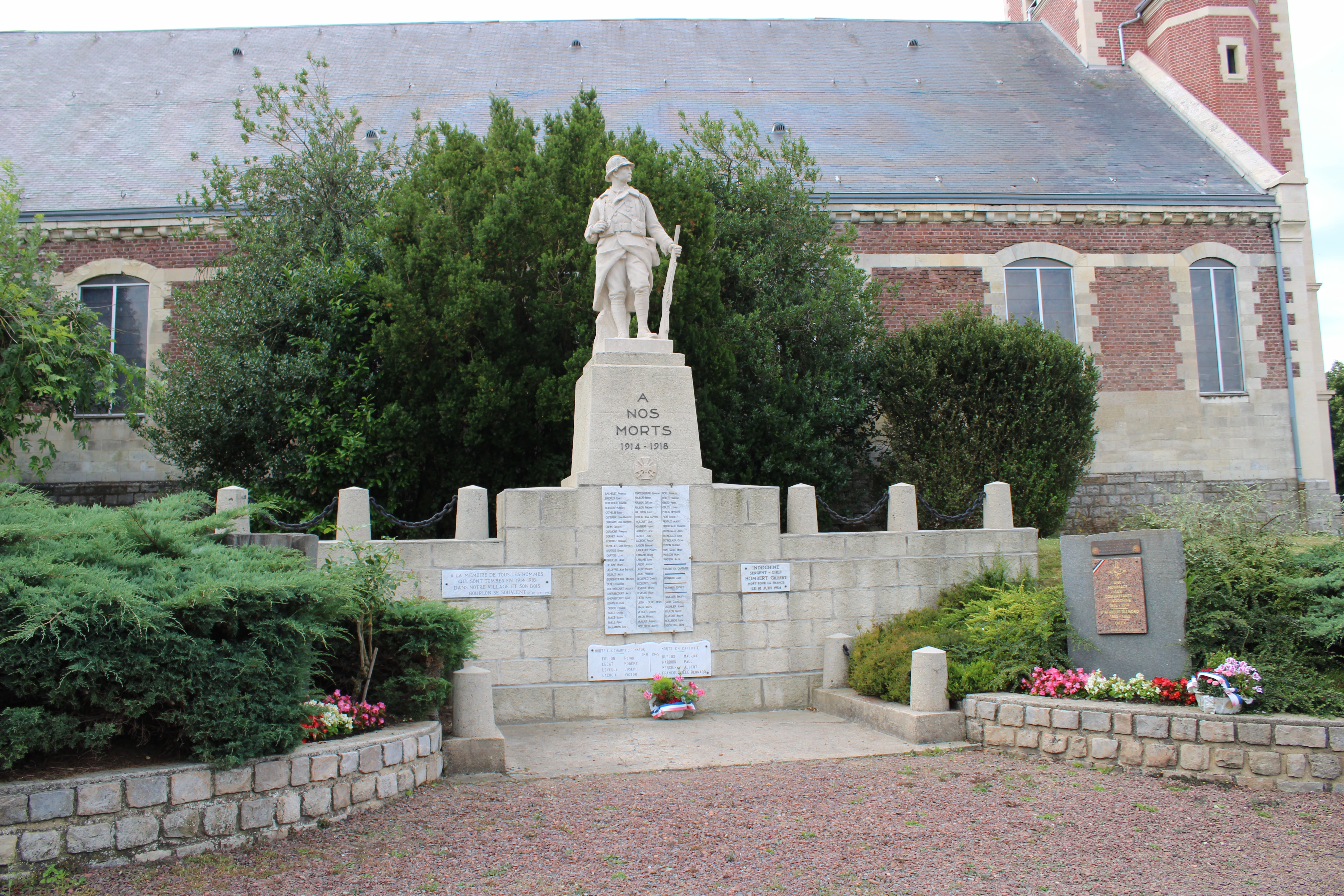
Französisches Gefallenendenkmal